# Stefano Micocci
Stefano Micocci (Roma, 2 maggio 1955) è uno scrittore autore e produttore discografico italiano.
Mentre studia all'Università di Roma, in pieni anni Settanta, collabora con la storica etichetta discografica indipendente It appena fondata da Vincenzo Micocci che aveva già diretto la RCA Italiana a Roma, e la Dischi Ricordi a Milano.
Stefano Micocci si laurea in Psicologia nel giugno del 1976 e, per tre anni, dal 1974 al 1976, è psicologo tirocinante presso l'Ospedale Psichiatrico Provinciale di Roma "Santa Maria della Pietà".
Alla fine del 1974, all'interno del Terzo Padiglione femminile di "Osservazione", organizza un concerto musicale di Francesco De Gregori e Antonello Venditti che, insieme con Giorgio Lo Cascio, danno vita ad un evento unico nei primi anni Settanta e nella storia musicale italiana: un concerto "dietro le sbarre" all'interno di una delle più grandi e più importanti istituzioni manicomiali italiane.
Da quel momento, cresce la collaborazione con la casa discografica indipendente 'IT' (il made in Italy per eccellenza in campo musicale, perché sono le prime due lettere di Italia sul fondo tricolore), distribuita dalla RCA, che nel frattempo aumenta a dismisura il numero dei cantautori e dei talenti scoperti, pubblicati e lanciati sul mercato discografico. Tra questi, una buona parte, sono tuttora protagonisti della musica italiana.

## Produzioni musicali

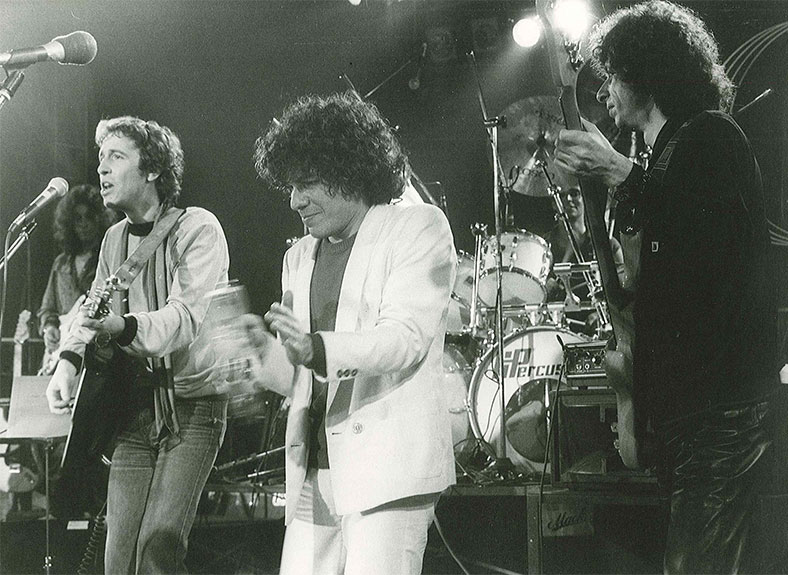
Rino Gaetano e Riccardo Cocciante in concerto

Oltre a Francesco De Gregori e Antonello Venditti, la etichetta discografica IT pubblica tutti i dischi di successo di Rino Gaetano; cura il debutto di Edoardo De Angelis ed Ernesto Bassignano; di Giorgio Lo Cascio, di Alberto Beltrami e Goran Kuzminac; dei musicisti jazz come Maurizio Giammarco e Mario Schiano; di Maria Monti, Muzzi Loffredo e Alfredo Cohen; i debutti di Gianni Togni, Fiorella Mannoia, Ron, Grazia Di Michele, Sergio Caputo, Luciano Rossi; dei Vianella ed Emilio Lo Curcio; di Franco Califano come autore; di Alberto Fortis e di Enzo Carella; degli attori Achille Millo con Marina Pagano, e di Fiorenzo Fiorentini e Lando Fiorini; di Nino Manfredi al Festival di Sanremo con Tanto pe' cantà di Ettore Petrolini, con la colonna sonora di Per grazia ricevuta composta dai fratelli Guido e Maurizio De Angelis; e poi ancora il rilancio e la definitiva affermazione di Amedeo Minghi, degli Stradaperta; il debutto di Mario Castelnuovo, di Sergio Cammariere con la Stress Band e di Roberto Kunstler; di Paola Turci; del duo Principe e Socio M.; dei Pierrot Lunaire di Arturo Stàlteri e Gaio Chiocchio.

## Radio e televisione

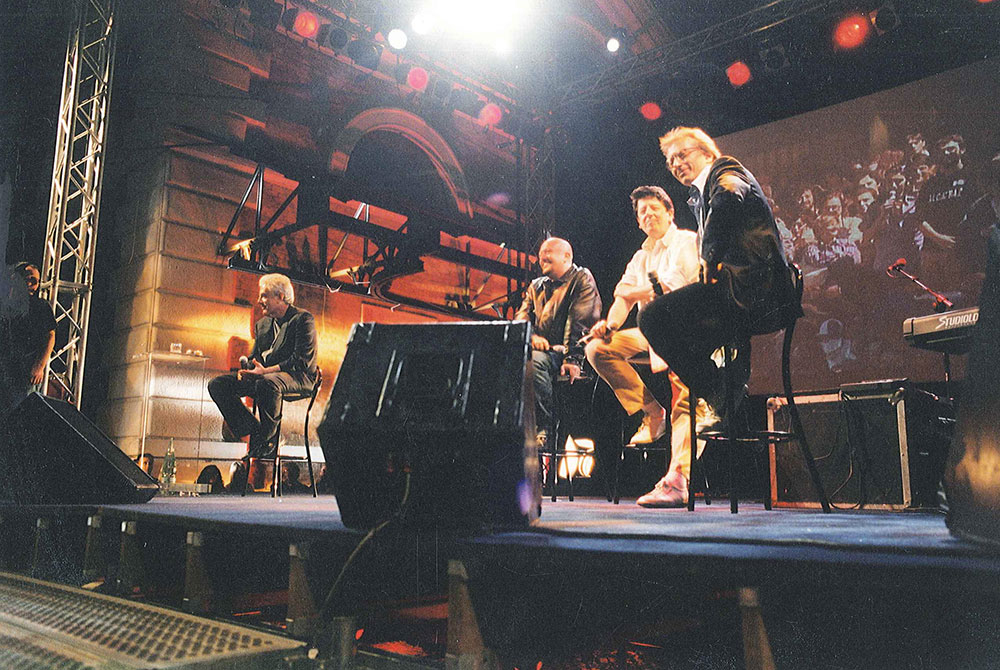
sul Palco Testaccio

Nella sua attività parallela di autore di programmi radiofonici e televisivi, Stefano Micocci è il regista e coautore di alcune trasmissioni della Rai: nel 1977, il quotidiano radiofonico di musica e parole Spazio X, con i giornalisti Diego Cugia e Laura Putti, il musicista Massimo Catalano e, tra gli altri, Alessandro Blasetti, Bebo Moroni, Augusto Sciarra e Roberto Raspani Dandolo. Tra il 1978 e il 1980, collabora con Voi e Io: da ricordare una serie di puntate che vedono protagonista Renato Zero. Scrive e conduce Dylan, Tenco e gli altri, un programma dedicato ai cantautori degli anni Sessanta e Settanta.
Dal 1999 al 2002 collabora ai testi e alla colonna musicale di Alcatraz, un DJ nel braccio della morte di Diego Cugia per Radio Due della Rai e le puntate televisive di Alcatraz per la Rai Due Tv all'epoca diretta da Carlo Freccero. 
Dal 2006 collabora ai testi e alla colonna sonora di Zombie, sempre di Diego Cugia, un programma radiofonico quotidiano ideato per Radio 24 all'epoca diretta da Giancarlo Santalmassi.

## Libri pubblicati
Stefano Micocci è autore di due libri: Licenza breve scritto con Sergio Martin, pubblicato dall'Editore Savelli; e Lucio Dalla, Canzoni, pubblicato da Lato-Side.  Nel 2014 sarà pubblicato da Arcana il libro "Rino Gaetano, un mito predestinato", una favola sceneggiata ispirata alla vita, il successo e la morte di Rino Gaetano.

## Comunicazione

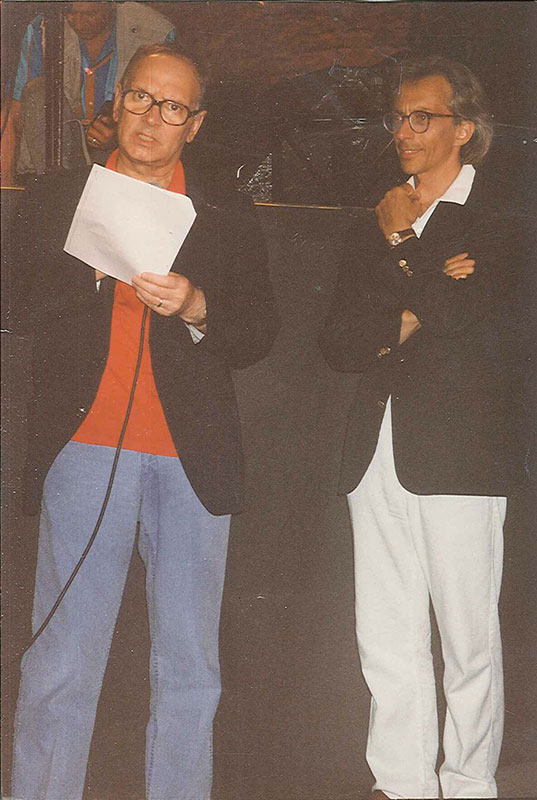
Stefano Micocci con Ennio Morricone

In quegli anni continua a occuparsi di musica alla it con il fratello Francesco, avvocato e produttore discografico e collaborando da consulente esterno per l'attività di promozione e ufficio stampa con la RCA Italiana (Spandau Ballet, Lucio Dalla con il disco "Viaggi organizzati"), e la Virgin Italiana di Richard Branson, curando per loro la comunicazione e la promozione di noti artisti italiani e stranieri, tra cui Riccardo Cocciante, Edoardo Bennato, Peter Gabriel, Manu Chao dei Mano Negra, Ziggy Marley, Chris Rea, Genesis, Youssoun' Dour, compositori come Sakamoto, Michael Nyman, Ennio Morricone per il film Mission, e tantissimi altri.  
È consulente per i primi anni di attività della 'Federazione contro la Pirateria Musicale' ('FPM') diretta da Enzo Mazza. 
Dal 2003 al 2010 lavora per l'Area Comunicazione della Società degli Autori e degli Editori (SIAE), curando la linea editoriale del giornale degli Autori e degli Editori 'Vivaverdi', la rivista bimestrale che si è occupata di musica, cinema, teatro, radio e televisione, lirica e, naturalmente, di diritto d'autore.

## Premi e convegni
Stefano Micocci ha collaborato all'organizzazione per la SIAE (Società Italiana degli Autori e degli Editori) di una grande, storica occasione di incontro per gli uomini di cultura intitolata "Diritto d'autore, diritto di vita", svoltasi a Roma il 23 aprile 1988. 
Dal 2010 fa parte del Comitato Tecnico del Premio Anima, Per il sociale nei valori d'impresa, di cui è presidente Sabrina Florio. Anima è un premio annuale  "Per la crescita di una coscienza etica", dedicato al Cinema, Fotografia, Giornalismo, Letteratura, Musica, Teatro. Un premio finalizzato a valorizzare il contributo apportato da personalità del mondo della cultura e dell'arte in Italia, sotto l'alto Patronato della Presidenza della Repubblica.  
Dal 2013 si occupa della Comunicazione del Sito 'Archivio Multimediale delle Colonne Sonore del Cinema Italiano' creato e diretto da Gianni Dell'Orso, in collaborazione con l'Accademia di Santa Cecilia, consultabile presso la Bibliomediateca dell'Auditorium di Roma.

## Corsi didattici

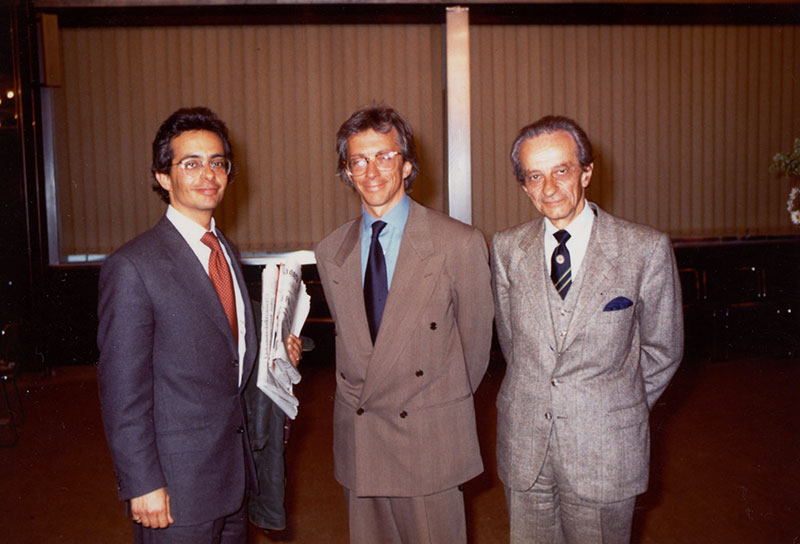
Stefano con Francesco e Vincenzo Micocci al corso Il Mestiere della Musica

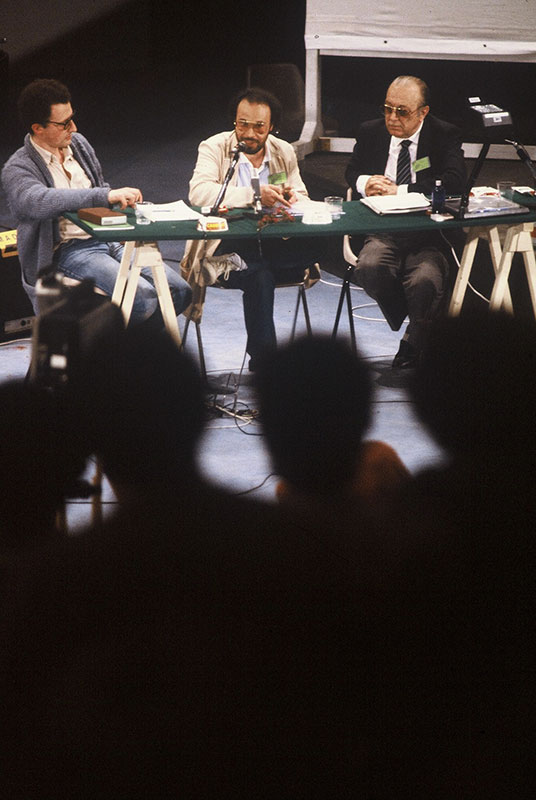
Antonello Venditti durante una lezione del corso Il Mestiere della Musica

Nel 1996-97 collabora con Vincenzo e Francesco Micocci, insieme con Paolo Bartolini, ideatore della scuola al Centro Palatino di Roma, all'organizzazione del corso di studi 'Il Mestiere della Musica' per la Regione Lazio, con docenti come il Prof. Tullio De Mauro, il maestro Ennio Morricone, eccellenze come Paolo Conte, Franco Battiato, Antonello Venditti, Giorgio Lo Cascio, Ivan Graziani, Robert Moog, Gaio Chiocchio, Varo Venturi e altri. 
Nel corso del 2014 è prevista la ripresa delle attività didattiche a Roma, con la riapertura del corso di studi Il Mestiere della Musica.

## Spettacoli teatrali
Scrive con Giancarlo Lucariello ed Ennio Speranza 'Il miracolo delle canzoni' presentato al 53º Festival dei Due Mondi di Spoleto, nel 2010.

## Opere

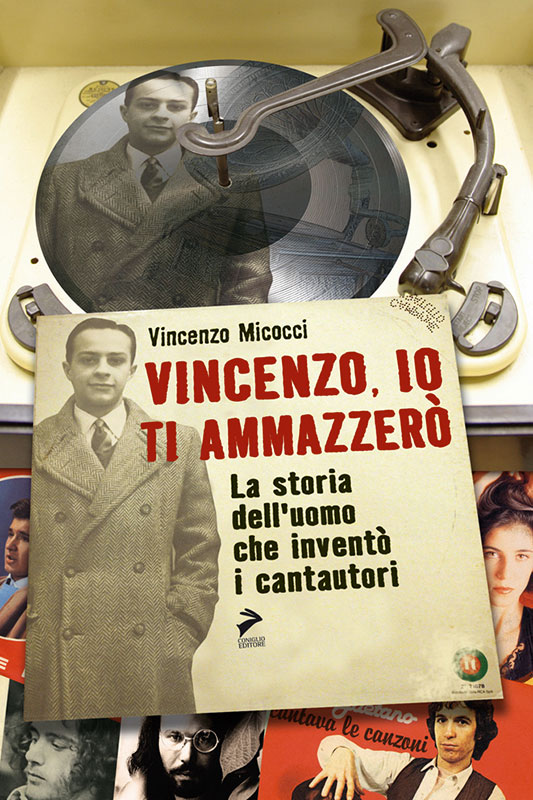
La copertina del libro: "Vincenzo, io ti ammazzerò. La storia dell'uomo che inventò i cantautori" (Coniglio Editore)

- Com'è profondo il mare – Marialaura Giulietti – Rizzoli 2007
- Augusto Daolio – Interviste di Alberto Gedda – Fusta Editore 2010
- Vincenzo io t'ammazzerò, la storia dell'uomo che inventò i cantautori - Coniglio Editore 2009